# Wirschweiler
Wirschweiler – miejscowość i gmina w Niemczech, w kraju związkowym Nadrenia-Palatynat, w powiecie Birkenfeld, wchodzi w skład gminy związkowej Herrstein-Rhaunen. Do 31 grudnia 2019 wchodziła w skład gminy związkowej Herrstein.